# 乔尔·克雷默
乔尔·布鲁斯·克雷默（英語：Joel Bruce Kramer，1955年11月30日—），美国NBA联盟前职业篮球运动员。他在1978年的NBA选秀中第3轮第63顺位被菲尼克斯太阳选中。